# Glucose oxydase
Pour les articles homonymes, voir GOX et GOD.
La glucose oxydase (GOx, GOD) est une enzyme oxydo-réductase (EC 1.1.3.4) qui catalyse l'oxydation du glucose en peroxyde d'hydrogène et en D-glucono-δ-lactone. Dans les cellules, elle participe à cliver les sucres (oses), notamment le saccharose (Glc-Fru) en métabolites.
La GOx est largement utilisée pour déterminer la concentration en glucose libre dans les fluides corporels (diagnostic), et dans les aliments (industrie). Elle a de nombreuses applications en biotechnologies, typiquement les tests enzymatiques de biochimie. Elle est le plus souvent extraite d'Aspergillus niger.

## Structure
La GOx est une protéine contenant des glucides, dont la structure tridimensionnelle est élucidée. Le site actif où le glucose se lie est une poche profonde.

## Activité
La glucose oxydase se lie spécifiquement au β-D-glucopyranose (forme hémiacétale du glucose). Il n'agit pas sur l'α-D-glucose, mais est capable d'agir sur le glucose, car en solution le glucose est sous forme cyclique (à pH7: 36.4 % de α-D-glucose et 63,6 % de β-D-glucose, 0,5 % sous forme linéaire) et car l'oxydation déplace l'équilibre vers le β-D-glucose.
La GOx catalyse l'oxydation du β-D-glucose en D-glucono-1,5-lactone, qui ensuite s'hydrolyse en acide gluconique.  (Km = 33-110 mM; 25 °C; pH 5.6)
La catalyse requiert un cofacteur, la Flavine Adénine Dinucléotide (FAD, un composant majeur d'oxydation-réduction dans les cellules.  Le FAD sert d'accepteur d'électron initial, il est réduit en FADH2 qui sera réoxydé en FAD (régénération) par l'oxygène moléculaire (O2, plus réducteur que le FAD). L'O2 est enfin réduit en peroxyde d'hydrogène (H2O2).

## Applications
La glucose oxydase est largement utilisée, couplée à une réaction de la péroxydase (POD, HRP) qui visualise la formation d'H2O2, et donc permet de doser le glucose libre, ceci dans le sérum ou le plasma en diagnostique clinique,. Le test spectrométrique du dosage par la glucose oxydase est manuel ou automatisé, et existe en tests rapides au chevet du patient.
Ce test est aussi réalisé par des méthodes nanotechnologiques, avec des biosenseurs: ces capteurs détectent le nombre d'électrons qui passent au travers de l'enzyme connectée à une électrode. Ceci peut servir le contrôle qualité en industrie comme le suivi médical du diabète.
En fabrication par ailleurs, la GOx est utilisée comme additif pour son potentiel d'oxydo-réduction : en boulangerie, il rend la pâte plus ferme, remplaçant des oxydants comme le bromate et l'acide ascorbique. Il sert aussi à éliminer l'oxygène en emballage alimentaire, et le D-glucose du blanc d'œuf pour éviter le brunissement (Réaction de Maillard)
La glucose oxydase est présente dans le miel ou il agit comme agent naturel de préservation, réduisant l'oxygène atmosphérique en peroxyde d'hydrogène, qui détruit les bactéries. On retrouve cette activité bactéricide dans diverses cellules (champignons, cellules immunitaires).
Cette enzyme peut être aussi utilisée dans une biopile enzymatique. L'oxydation du glucose libère deux électrons qui peuvent être transférés à un médiateur RedOx, puis à l'anode de la pile ce qui génère un courant électrique. La réaction couplée (deuxième demi-pile) peut être la réduction du dioxygène en eau par la bilirubine oxydase ou la laccase.

## Enzymes apparentées: Notatine et autres
La Notatine, extraite de Penicillium notatum, fut initialement appelée Penicilline A, mais renommée pour éviter la confusion avec la penicilline.
À présent, la notatine est considérée comme identique à la Penicilline B et la glucose oxydase.